# Cratere Jiménez
Jiménez è un cratere sulla superficie di Mercurio.